# Mutemath (álbum)
Mutemath es el primer álbum completo de Mutemath, liberado independientemente por Teleprompt (formado en 2004 con socios de administración/ producción Tedd Tjornhom y Kevin Kookogey). El álbum fue inicialmente empaquetado en una caja de joyas y fue vendido exclusivamente en fechas de concierto en su gira del 2006. La fecha de liberación era el 19 de enero, la primera fecha de la gira.
Cerca del inicio de febrero de 2006, el álbum se añadió a la tienda en línea de los registros Teleprompt, y, desde entonces,vendida en forma digipak, en línea y en conciertos. Según la administración de Mutemath, Mutemath vendió casi 10 000 copias en el primer mes de su liberación, vendiendo casi 100 copias por día vía su sitio web.
El álbum también fue liberado como un récord de vinilo de dos discos en mayo de 2006.
En septiembre 26, 2006, una versión remasterizada del álbum fue liberada en Warner Bros. Records, presentando pistas adicionales de Reinicio. Una edición limitada viva EP fue incluida con las primeras 25 000 copias. El álbum debutó en el gráfico de los más candentes de Billboard Número 17. Reapareció en el mismo gráfico casi un año más tarde en el Número 28 en agosto 4, 2007 mientras su primer éxito radiofónico "Típico" debutó en el Número 39 en el Gráfico de Rock Moderno de Billboard la misma semana. A la fecha, el álbum ha vendido más de 100 000 copias desde su liberación original.
El segundo éxito de Mutemath, "Control", fue liberado en la radio en enero 15, 2008.

## Liberaciones

### Teleprompt Versión
(Todas las  canciones escritas por Paul Meany)
1. "Collapse" – 1:12
2. "Typical" – 4:12
3. "After We Have Left Our Homes" – 1:14
4. "Chaos"  – 4:54
5. "Noticed" – 4:25
6. "Without It"  – 4:57
7. "Polite" – 1:22
8. "Stare at the Sun" – 4:33
9. "Obsolete" – 4:32
10. "Break the Same" – 7:22
11. "You Are Mine" – 6:08
12. "Picture" – 5:21
13. "Stall Out" – 7:05

### Versión de Warner Bros.
1. "Colapso" – 1:13
2. "Típico" – 4:12
3. "Después De Que Nos Han Dejado Nuestros Hogares" – 1:14
4. "El caos" – 4:54
5. "Notado" – 4:29
6. El "Plan B" – 4:46
7. "La mirada en el Sol" – 4:33
8. "Obsoleto" – 4:30
9. "Romper el Mismo" – 6:00
10. "Tú Eres Mío" – 4:43
11. "Control" (Meany, El Rey, LaClave) – 4:39
12. "Imagen" – 5:26
13. "Puesto" – 7:10
14. "Reset" – 5:25

### Diferencias en la liberación remasterizada de WBR
La versión remasterizada es mayoritariamente igual que la versión original aparte del audio mejorado en la mezcla. Aun así, existen unas cuantas diferencias notables:
- "Sin Eso"/"Educado" es reemplazada por una versión nueva de "Plan B", presentando guitarras pre-grabadas junto con varias diferencias pequeñas.
- "Obsoleto" incluye nuevas vocales al final.
- "Rompemos igual" está acortada por aproximadamente 1 minuto y 22 segundos.  El segundo coro y la mayoría de la sección de puente fueron eliminados.  El bloque de tiempo removido empieza después del segundo verso y antes del segundo pre-coro (1:42 en la versión original), y termina en medio de la sección de puente (3:01 en la versión original).  El salto, de hecho, ocurre en medio de la frase "Y todos nosotros nos aterramos"; un oyente atento será capaz de oír el salto.

Las letras omitidas de esta versión (las cuales pueden escucharse en la grabación en vivo) son:
Las estrellas diferentes esta noche de alguna manera se apagarán igual
Y todas las lágrimas que lloramos nos dicen que fuimos hechos de lo mismo
Y cuándo  caemos, esperemos que caigamos en el sitio correcto
Construimos nuestras vidas diferentes, pero todas se rompen igual
Rompen igual
Todos lo hacemos , todos nosotros nos rompemos igual
La canción también tiene una parte de guitarra añadida en el verso 2.
- " Eres Mía " está acortado por aproximadamente 1 minuto y 25 segundos.  La repetición del primer verso está cortada, junto con las repeticiones del coro que lo rodean.  El bloque de tiempo removido empieza a la mitad del tercer coro (3:39 en la versión original) y termina a la mitad del cuarto coro (5:00 en la versión original).
- Una nueva versión de "Control" está entre " Eres Mía" y "Cuadro ", presentando tambores y bajos pre-grabados.
- "Cuadro" presenta una diferente toma vocal en el primer verso.
- "Reinicio" aparece después de "Parada Afuera", con cambios de audio menor.
- La imagen del disco compacto presenta una obra de arte revisada

## Personal
- Darren King – tambores & muestras
- Greg Cerro – guitarra
- Paul Meany – vocales, teclados
- Roy Mitchell-Cárdenas – bajo, bajo grave

## Fecha de liberación
| Región         | Fecha                               |
| -------------- | ----------------------------------- |
| Estados Unidos | 19 de enero de 2006                 |
| Estados Unidos | Septiembre 26, 2006 (Re-liberación) |
| Canadá         | 6 de noviembre de 2006              |
| Reino Unido    | 27 de agosto de 2007                |
| Alemania       | 16 de julio de 2007                 |
| Japón          | 16 de enero de 2008                 |